# Штрафной батальон 999
«Штрафной батальон 999» (нем. «Strafbataillon 999») — немецкая военная драма, вышедшая на экраны в 1960 году. Фильм снят в ФРГ режиссёром Харальдом Филиппом по сценарию Хайнца Конзалика.

## Сюжет
События происходят в ноябре 1943 года где-то на советском участке германского Восточного фронта. В готовящийся к отправке на передовую 999 штрафной батальон вермахта  прибывает очередное пополнение, в том числе четыре штрафника из самых разных слоёв общества: их пути в штрафбат показываются краткими сценами-вставками в начале.
- Эрнст Дойчманн, талантливый молодой врач, со своей женой и ассистенткой Юлией пытался разработать новый, более эффективный препарат против гангрены и ставил рискованные эксперименты на себе самом. Один из экспериментов привёл к осложению, которое удалось вылечить, однако на последовавшем суде Дойчманн был обвинён в членовредительстве с целью избежать отправки на фронт.
- Эрих Видек, тихий забитый крестьянин, не вернулся вовремя из побывки в часть: ведь нужно было разобраться с урожаем, а жена на последних неделях беременности. Самовольная отлучка.
- Готтфрид фон Бартлиц, полковник вермахта, самовольно вывел остатки своей дивизии с позиций, чтобы спасти жизни 500 раненых из полевого госпиталя. Разжалован в рядовые с лишением Железного креста и прочих наград. Теперь он просто «рядовой Бартлиц», за дворянскую приставку «фон» последует наказание от грозного ротного фельдфебеля Крюлля.
- Карл Шваннеке, уголовник-рецидивист, взломщик сейфов. Пойман при очередном ограблении, но в военное время вместо тюрьмы приговорён к 10 годам дисциплинарного батальона без права помилования: собственно, эквивалент смертного приговора. Становится неформальным лидером группы, а затем всего взвода.

Судьбы этих четырёх столь разных людей, назначенных в один взвод, составляют персонализированную линию фильма. Дополнительную линию составляют безуспешные попытки Юлии Дойчманн добиться в тылу пересмотра приговора мужу.
Одновременно раскрываются отношения офицеров штрафного батальона между собой и к выполняемой ими задаче. Недавно назначенный в штрафбат командир роты обер-лейтенант Беверн в начале идеалистично рассматривает свой долг в том, чтобы «дать оступившимся шанс искупить свою вину». Эти мысли вызывают смех у более опытного обер-лейтенанта Обермайера. По статистике за 1943 год каждый штрафбат при выполнении задания теряет 95 % личного состава — и формируется заново для новой задачи. Задача их состава — в назначенный день выйти на передовую у заданной русской деревни, снять минные поля и отрыть окопы для занятия позиций обычной воинской частью. Лопат и кирок им выделят, оружие же лишь в минимально необходимом количестве, чтобы зря не терять. Задача же командного состава — выполнить задачу до того, как всех штрафников перебьют, а самим вернуться целыми. Дальнейшие события показывают верность статистики Обермайера.

## В ролях
| Ханнс Эрнст Егер  | — | Карл Шваннеке, штрафник        |
| Георг Лен         | — | Эрих Видек, штрафник           |
| Вернер Хессенланд | — | Готтфрид фон Бартлиц, штрафник |
| Георг Томас       | — | Эрнст Дойчманн, штрафник       |
| Соня Циман        | — | Юлия, жена Эрнста Дойчманна    |

## Критика
Вторая половина 1950-х в кинематографе Западной Германии отмечается возрождением интереса к фильмам о войне. При этом происходит постепенный выход из послевоенного кризиса с недостатком мужчин и зритель начинает интересоваться фильмами именно про героизм и стойкость, без прямолинейного декларирования политических и пропагандистских клише. На этой волне появляются в том числе фильмы о персональном мужестве как в советском лагере для военнопленных («Врач из Сталинграда», 1958), так и в немецкой штрафной части (рассматриваемый фильм).
Бывший уголовник Карл Шваннеке, становящийся неформальным лидером взвода и едва ли не главным протагонистом фильма, открывает в кинематографе тему «солдат — уже добродетель сама по себе?» и сложную, и тем интересную для искусства, эмоциональную смесь «преступник — жертва — герой».

## Исторические прототипы
В титрах фильма изначально и прямо указывается:

Название «Штрафной батальон 999» представляет всё множество штрафных частей, в которых решилась судьба более ста тысяч солдат-штрафников.
Оригинальный текст (нем.)
Der Titel des Films „Strafbataillon 999“ lasst die Vielzahl der an den Fronten eingesetzten Feldstrafeinheiten und der Bewährungsbataillone zusammen, die das Schicksal von weit mehr als hunderttausend Strafsoldaten bestimmt haben.

Тем не менее, в вермахте существовала целая дивизия с номером 999, относящаяся к частям дисциплинарных наказаний. Это 999-я лёгкая африканская дивизия. Её формирование началось в октябре 1942 года на Африканском фронте на основе отдельных штрафных частей. История дивизии, как и прочих на данном театре военных действий, закончилась капитуляцией в мае 1943. А 999-е штрафные батальоны продолжали воевать на других фронтах.